# Farcicaudia nitida
Farcicaudia nitida är en insektsart som beskrevs av William D. Funkhouser 1943. Farcicaudia nitida ingår i släktet Farcicaudia och familjen hornstritar. Inga underarter finns listade i Catalogue of Life.